# Miller Williams
Stanley Miller Williams (* 8. April 1930 in Hoxie, Arkansas; † 1. Januar 2015 in Fayetteville, Arkansas) war ein US-amerikanischer Dichter und Hochschullehrer. Als Autor, Übersetzer und Herausgeber veröffentlichte er mehr als 35 Bücher – Lyrik und Prosa – und wurde mehrfach für sein dichterisches Werk ausgezeichnet.

## Biografie
Der Sohn von Ernest Burdette Williams und Ann Jeanette Miller wuchs in Arkansas auf, wo er das Hendrix College in Conway besuchte. An der Arkansas State University in Jonesboro erwarb er einen Bachelor in Biologie; in dieser Zeit veröffentlichte er seine erste Gedichtsammlung Et Cetera. An der University of Arkansas schloss er sein Studium der Zoologie 1952 mit einem Master ab.
Williams lehrte an verschiedenen Universitäten, zunächst Biologie, später englische Literatur. 1970 kehrte er zur University of Arkansas zurück, um an der Fakultät für Englisch und kreatives Schreiben zu arbeiten. 1980 war er an der Gründung der University of Arkansas Press beteiligt, deren Direktor er fast 20 Jahre lang war.
Williams wurde mehrfach für sein dichterisches Werk ausgezeichnet. Zur Einführung in seine zweite Amtszeit als Präsident der USA lud Bill Clinton Williams 1997 ein, aus seinem Gedicht „Of History and Hope“ zu lesen.
Williams starb am 1. Januar 2015 im Alter von 84 Jahren an den Folgen der Alzheimer-Krankheit. Er war seit 1969 mit Rebecca Jordan Hall verheiratet und drei Kinder, darunter die Sängerin Lucinda Williams.